# Phantoms
A Phantoms album a magyar Sear Bliss együttes 1996-ban megjelent első nagylemeze. A szombathelyi black metal zenekar az előző évi The Pagan Winter demónak köszönhetően a holland Mascot Recordshoz tartozó Two Moons label gondozásában adta ki első albumát. Az Európában tízezer példányban elkelt lemez eredeti címe Phantom lett volna, de a kiadó az angol többesszámú "fantomok" cím mellett döntött.
Megjelenésekor a neves holland metal magazin, az Aardshock a "hónap lemezének" választotta az albumot. Ez volt az első (és egyetlen) alkalom a magazin történetében, hogy egy black metal album kapta ezt a megtisztelő címet. Emellett német és brit magazinokban is pozitív kritikákat kapott a lemez, amelyről az "Aeons of Desolation" dal nem csak a kiadó, de egy holland progresszív rock magazin, az IO Pages válogatásalbumára is felkerült.

## Az album dalai
1. Winter Voices - 0:46
2. Far Above the Trees - 6:55
3. Aeons of Desolation - 8:54
4. 1100 Years Ago - 6:45
5. As the Bliss is Burning - 5:48
6. Land of the Phantoms - 9:16
7. Beyond the Darkness - 4:37
8. With Mournful Eyes - 6:22

## Közreműködők
- Csejtei Zoltán - ének, dob
- Csejtei Csaba - gitár
- Barbarics János - gitár
- Winter - szintetizátor
- Nagy András - ének, basszusgitár
- Szűcs Gergely - trombita, szintetizátor

## Külső hivatkozások
- Sear Bliss hivatalos weboldal[halott link]
- Encyclopaedia Metallum